# トーマス・ベーレン
トーマス・ベーレン（Thomas Beelen、2001年6月11日 - ）は、オランダ・ヘルダーラント州ハルデルウェイク出身のサッカー選手。エールディヴィジ・PECズヴォレ所属。ポジションはディフェンダー。

## 経歴
2005年にVVヒールデンでサッカーを始め、2017年にPECズヴォレの下部組織へ移籍した。2021-22シーズンから次第にトップチームでの活動が増えていき、2022年4月3日、エールディヴィジのRKCヴァールヴァイク戦にて、試合終了間際にヘルファネ・カスタネールとの途中交代でトップチームデビューを果たした。このシーズンにズヴォレはエールステ・ディヴィジへと降格してしまうが、降格して迎えた2022-23シーズンは、MFからDFへコンバートされると、リーグ戦30試合に出場してクラブのエールディヴィジ復帰に貢献した。
2023年7月10日、フェイエノールトへ4年契約で移籍した。